# Klokočov (przystanek kolejowy)
Klokočov – przystanek kolejowy w Klokočovie, w kraju morawsko-śląskim, w Czechach. Znajduje się na wysokości 375 m n.p.m.
Jest zarządzany przez Správę železnic i obsługiwany regularnymi pociągami ČD. Na przystanku nie ma możliwości zakupu biletów, a obsługa podróżnych odbywa się w pociągu.

## Linie kolejowe
- 276 Suchdol nad Odrou - Budišov nad Budišovkou